# Legoland Japan Resort
Koordinaten: 35° 3′ 1″ N, 136° 50′ 45″ O
Das Legoland Japan Resort ist ein Legoland-, Freizeit- und Themenpark in der japanischen Stadt Nagoya in der Präfektur Aichi, der im Jahr 2017 eröffnet wurde. Das Legoland Japan ist der achte Legoland Park vom Themenpark-Betreiber Merlin Entertainments. Die Obayashi Corporation war für die Entwicklung und den Bau des Parks verantwortlich. Die Gesamtkosten des Projekts werden auf etwa 32 Milliarden Yen (ca. 196 Millionen Euro) geschätzt.

## Geschichte
Der Standort des Legoland Japan Resorts befindet sich im Bereich der Kinjo-Werft im Hafen von Nagoya. Die Werft ist ein zurückgewonnenes, öffentliches Wassergebiet. Der Bereich wurde lange Zeit als Handelszentrum genutzt. Die Stadt Nagoya entwickelt einen Teil des Gebietes seit 2008 als kulturelles Zentrum. Im Jahr 2011 wurde als erstes das Linear- und Eisenbahnmuse als Teil dieser Entwicklung eröffnet. Der Park wurde an einer Stelle eröffnet, an der zuvor ein Parkplatz der Nagoya International Exhibition Hall war, wobei für die zweite Bauphase die Nutzung des ehemaligen Geländes der Internationalen Ausstellungshalle (etwa 1,9 Hektar) geplant wurde.
Im Jahr 2011 wurde von Merlin Entertainments, einem britischen Unternehmen der Freizeitindustrie unter der Leitung der Blackstone Group, die 2005 das damals wirtschaftlich angeschlagene Legoland übernahm, ein Antrag bei der Stadt Nagoya zum Bau des Legolands gestellt. Die Baukosten beliefen sich auf etwa 32 Milliarden Yen, und die Bauarbeiten wurden von der Obayashi Corporation durchgeführt.
Am 15. April 2015 erfolgte die Grundsteinlegung für das Legoland Japan Resort. Am 1. April 2017 erfolgte die Eröffnung des Freizeitparks. An diesem Tag wurden die Tore vor der eigentlichen Öffnungszeit um 10:00 Uhr geöffnet, da sich bereits um 09:00 Uhr eine Schlange von etwa 500 Personen gebildet hat. Im Jahr 2018 wurde zunächst das Sea Life Nagoya am 15. April eröffnet. Am 28. April eröffnete das Legoland Japan Hotel. Zudem wurde an diesem Tag der Name der Anlage auf Legoland Japan Resort geändert. Am 1. Juli 2019 wurde der Bereich Lego Ninjago World als neuer Bereich eröffnet.
Am 29. Februar 2020 musste der Park aufgrund der COVID-19-Pandemie vorübergehend bis zum 15. März schließen. Zur Feier des fünfjährigen Bestehens wurde ein 2.400 Quadratmeter großer Wasserspielplatz „Lego City Beach Party“ mit acht verschiedenen Becken und sechs Attraktionen eröffnet. Das Highlight ist ein weltweit einzigartiges Wasserlabyrinth mit drei Wasserrutschen, einem Athletik-Parcours und einem 15 Meter hohen Wasserfall, der von einem blauen Drachen erzeugt wird. Im Mai 2024 erhielt das Resort als erster Themenpark Japans die Zertifizierung als Certified Autism Center (CAC) vom US-amerikanischen IBCCES. Im November 2024 wurde erstmals eine Weihnachtsbaum-Beleuchtung sowie eine festliche Illumination des Lego City-Bereichs eingeführt.

## Betreiber

Logo der Betreibergesellschaft

Im Jahr 2019 übernahm der Lego-Konzern durch seinen Investmentarm Kirkbi gemeinsam mit Blackstone und dem Canada Pension Plan Investment Board Merlin Entertainments für 6,6 Milliarden Euro und erhielt somit die Kontrolle über die Freizeitparks zurück. Die operative Leitung der Parks, einschließlich Legoland Japan, verbleibt jedoch weiterhin bei Merlin Entertainments.
Neben den Legoland Freizeitparks gehören seit langem auch Attraktionen wie Chessington World of Adventures, die Sea-Life-Aquarien, das Alton Towers Resort, Madame Tussauds, Gardaland, Heide Park Soltau und Thorpe Park zum Portfolio von Merlin Entertainments. Diese Struktur blieb auch nach der Übernahme durch Kirkbi, Blackstone und den Canada Pension Plan Investment Board im Jahr 2019 unverändert.

## Lage und Verkehrsanbindung
Das Legoland Japan Resort befindet sich in der Stadt Nagoya, Präfektur Aichi, im Bereich der Kinjo-Werft im Hafen von Nagoya. Der Freizeitpark liegt in unmittelbarer Nähe zum Bahnhof Kinjō-futō, der über die Aonami-Linie vom Bahnhof Nagoya in etwa 25 Minuten erreichbar ist. Vom Bahnhof Kinjō-futō ist das Resort in etwa fünf Minuten zu Fuß erreichbar. Für Autofahrer ist das Legoland Japan über die Mei-Nikan-Autobahn, eine Ringautobahn rund um Nagoya, zugänglich. Parkplätze sind vor Ort verfügbar. In der Nähe des Resorts befinden sich weitere Attraktionen wie das SCMaglev and Railway Park und die Maker’s Pier Mall.

## Attraktionen im Resort
Das Legoland Japan Resort bietet folgende Attraktionen auf seinem Gelände:
- Legoland Japan (Themenpark)
- Sea Life Nagoja (Schauaquarium)

Weiterhin bietet das Resort mit dem Legoland Hotel Übernachtungsmöglichkeiten.

## Legoland Japan

### Themenbereiche
Der Freizeitpark ist in die folgenden Themenbereiche gegliedert:

Adventure
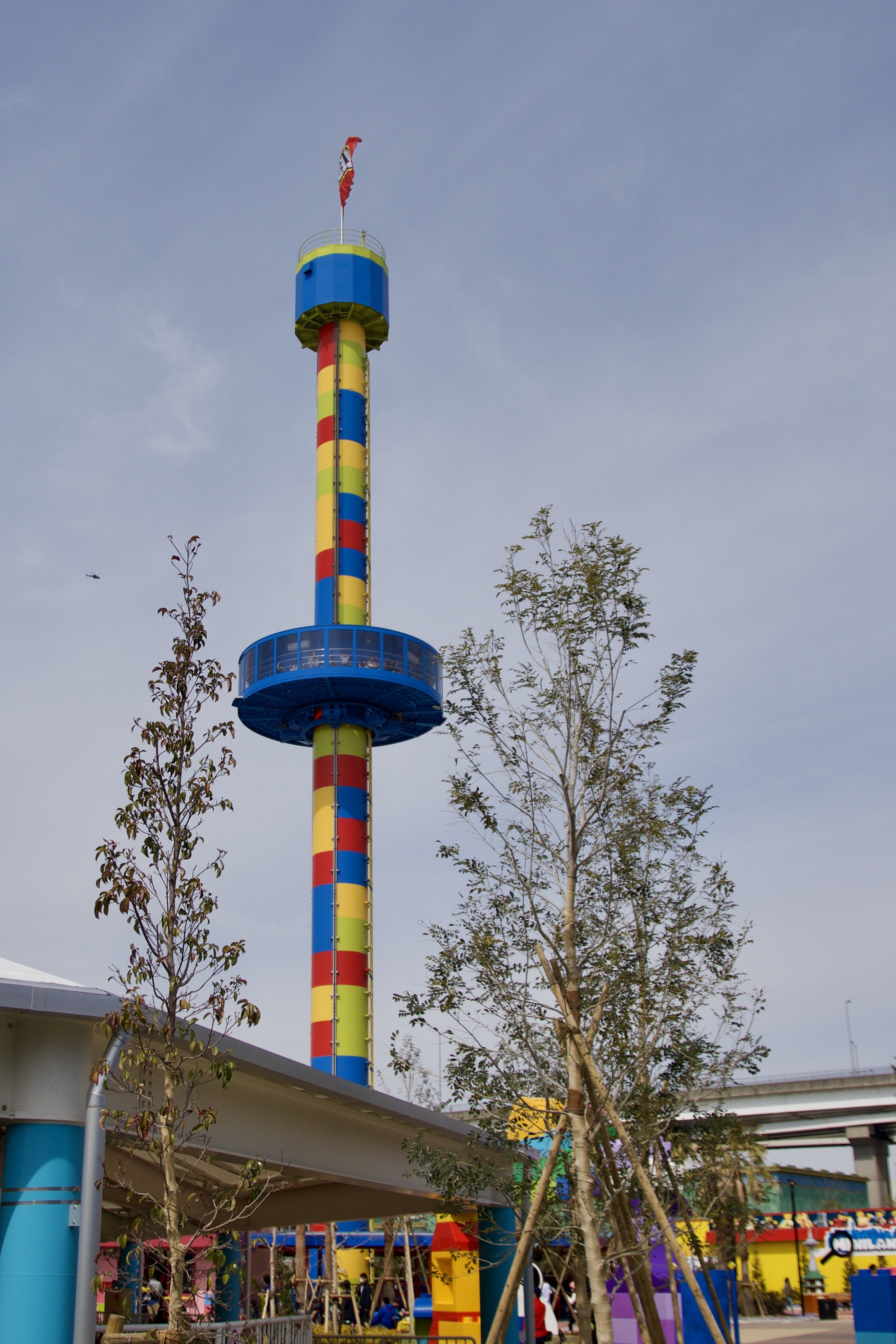
Bricktopia!
Factory
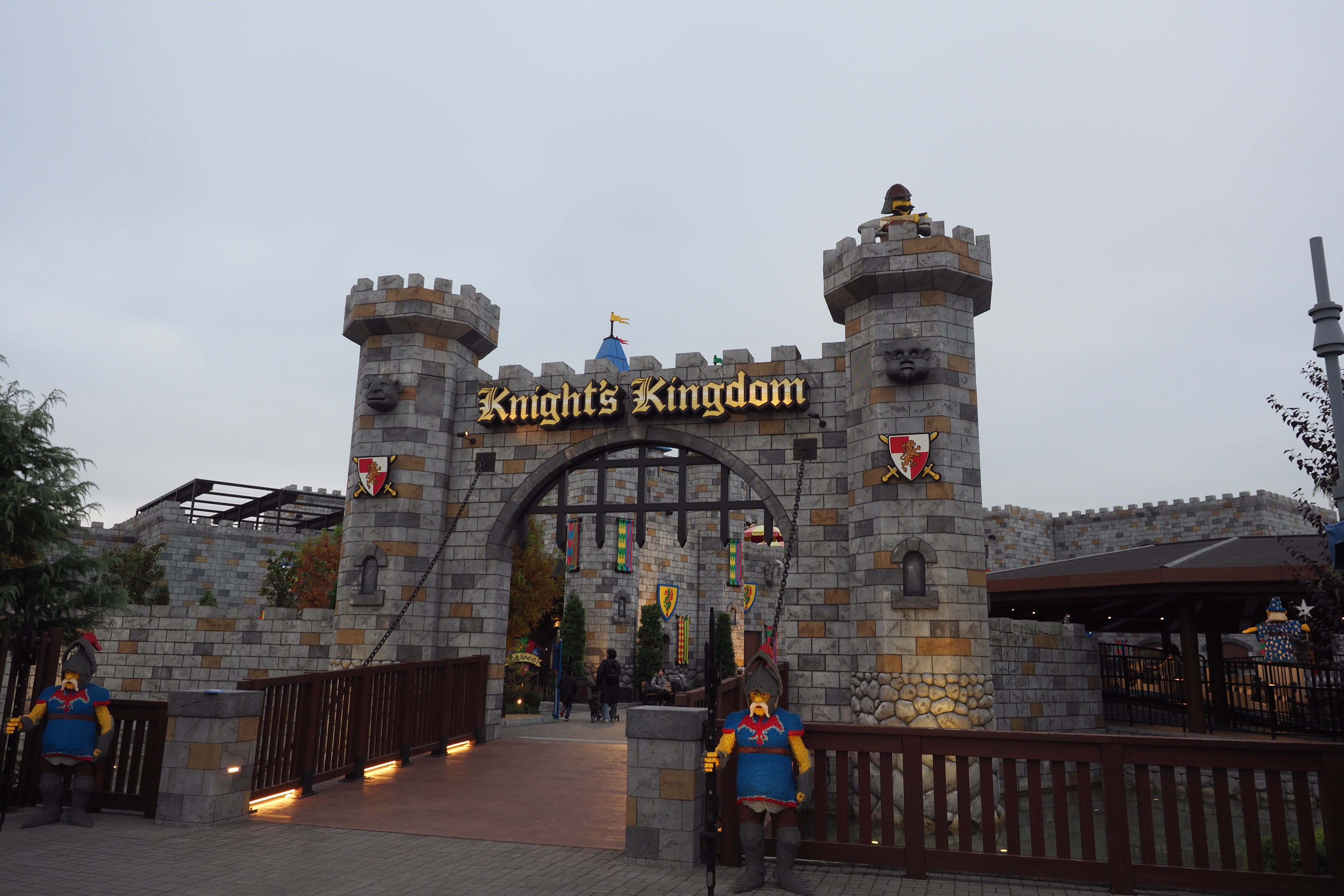
Knight's Kingdom
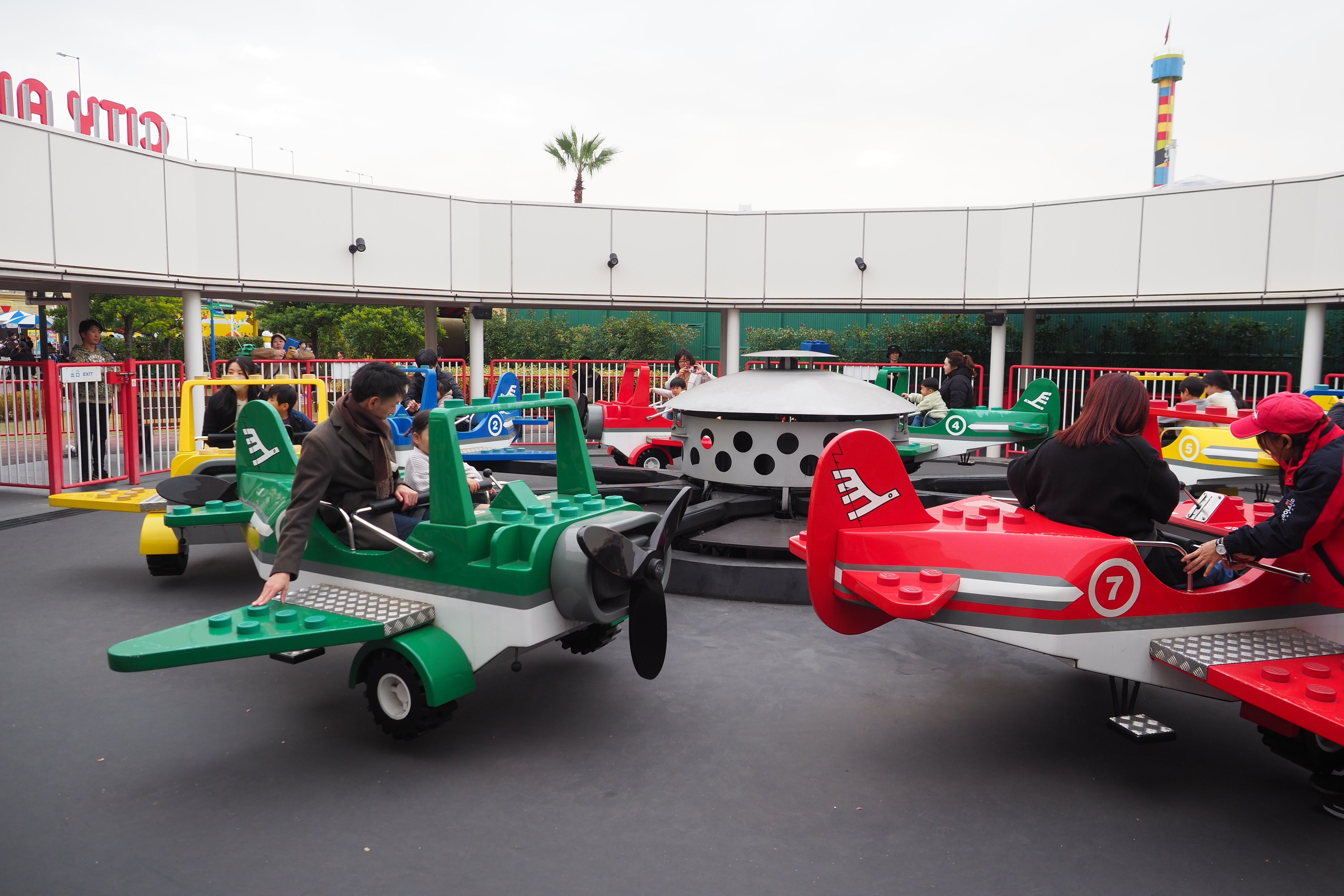
Lego City
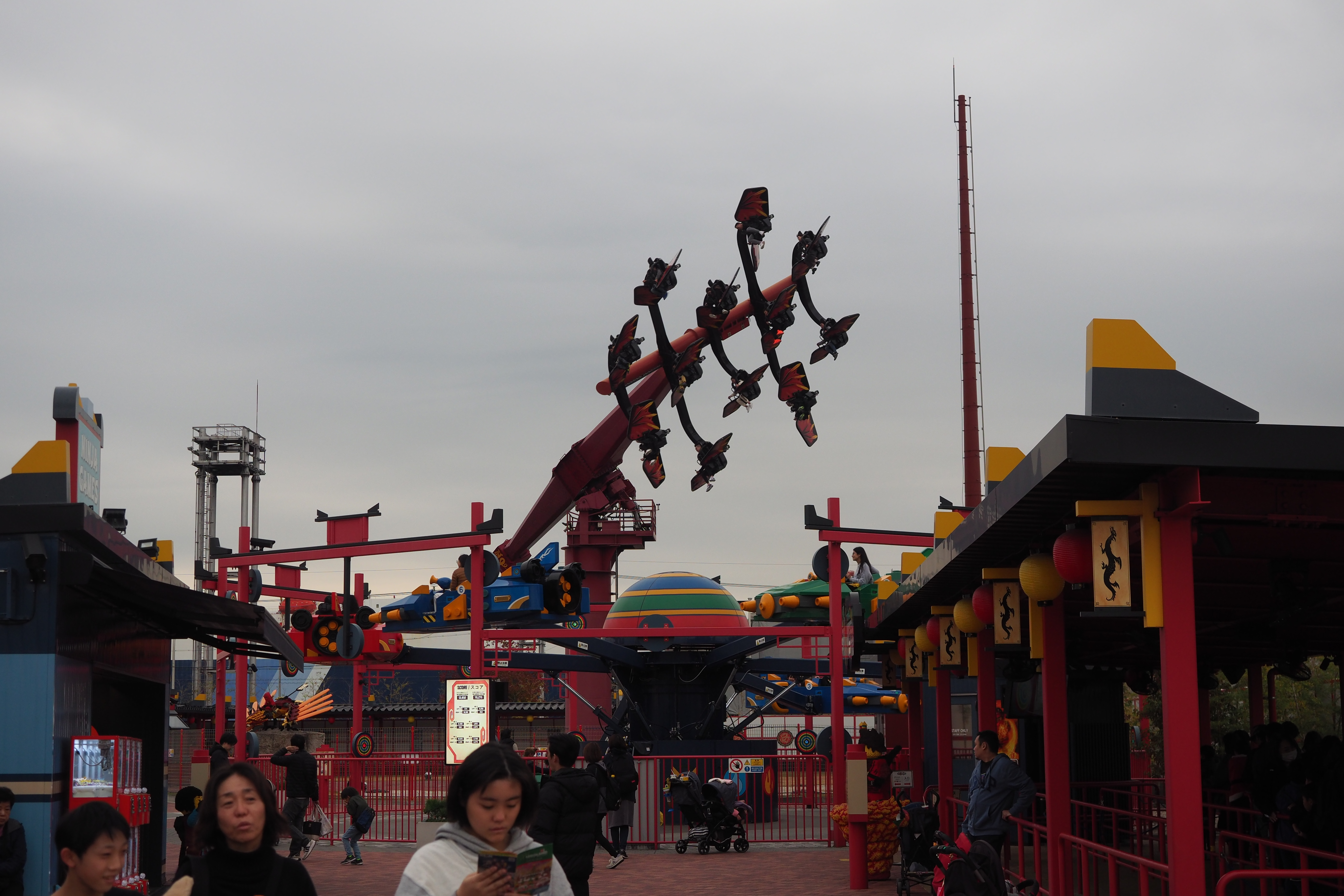
Lego Ninjago World
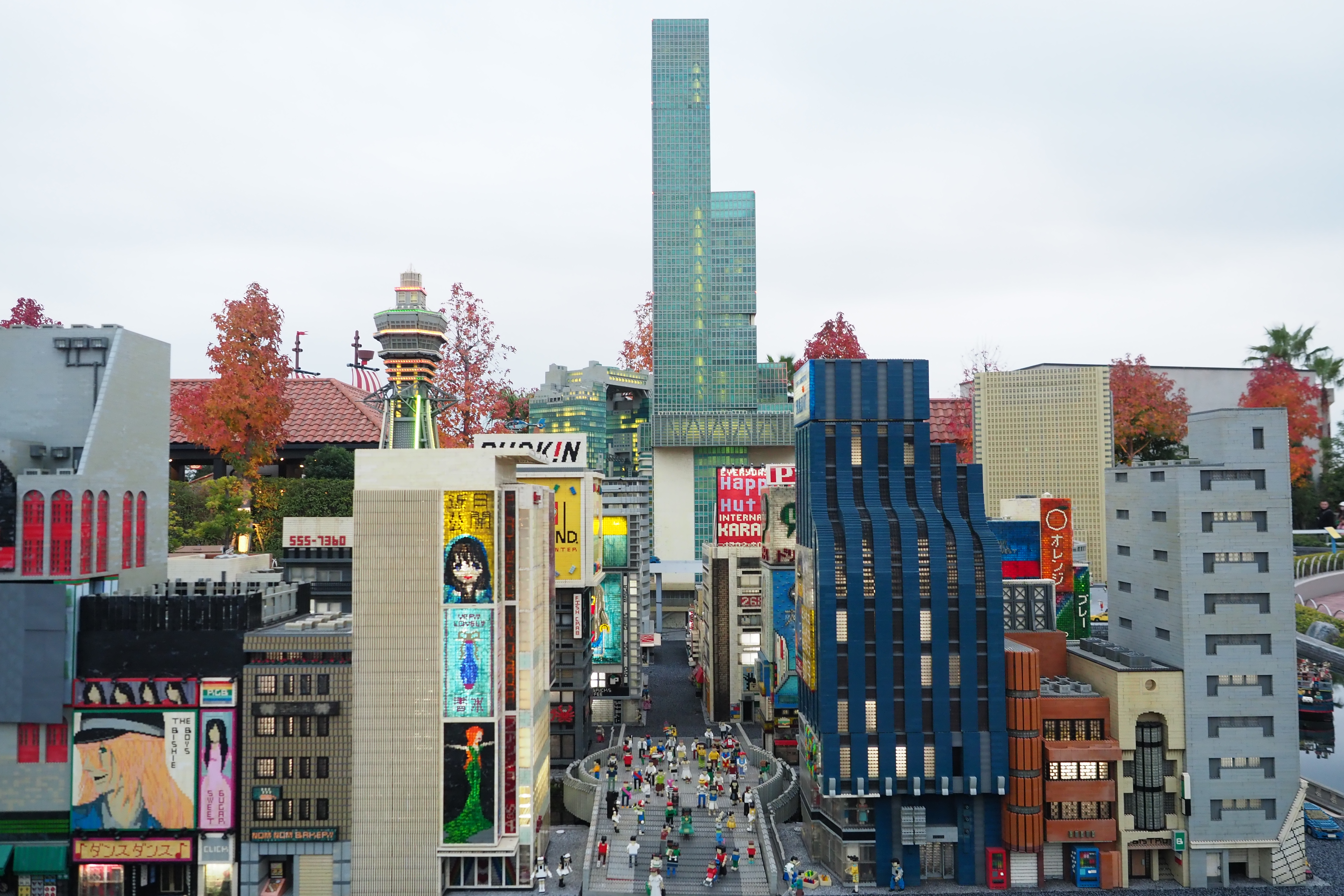
Miniland
Pirate Shores

### Factory
Im Bereich Factory, welcher als Eingangsbereich fungiert, können die Besucher den Herstellungsprozess von Lego-Steinen beobachten. Hier befindet sich auch einer der größten Lego-Shops Asiens.
- Lego Factory Tour – Der Herstellungsprozess von Lego-Steinen kann hier begutachtet werden. Da Lego keine Fabrik in Japan hat, ist dies die einzige Produktionsanlage für Lego-Steine in Japan. Wie in den anderen Legoland-Parks erhalten die Gäste nach der Show einen speziellen Lego-Fabrik-Sammelstein.

### Miniland
Im Miniland wurden mehr als 10 Millionen Steine verbaut. Die Lego-Steine müssen aufgrund der Nähe zum Meer besonders behandelt werden und werden alle 5 Jahre ausgetauscht. Folgende Modelle werden im Miniland ausgestellt:
Nagoya:
- Nagoya Dome (410.000 Steine)
- Burg Nagoya (225.000 Steine)

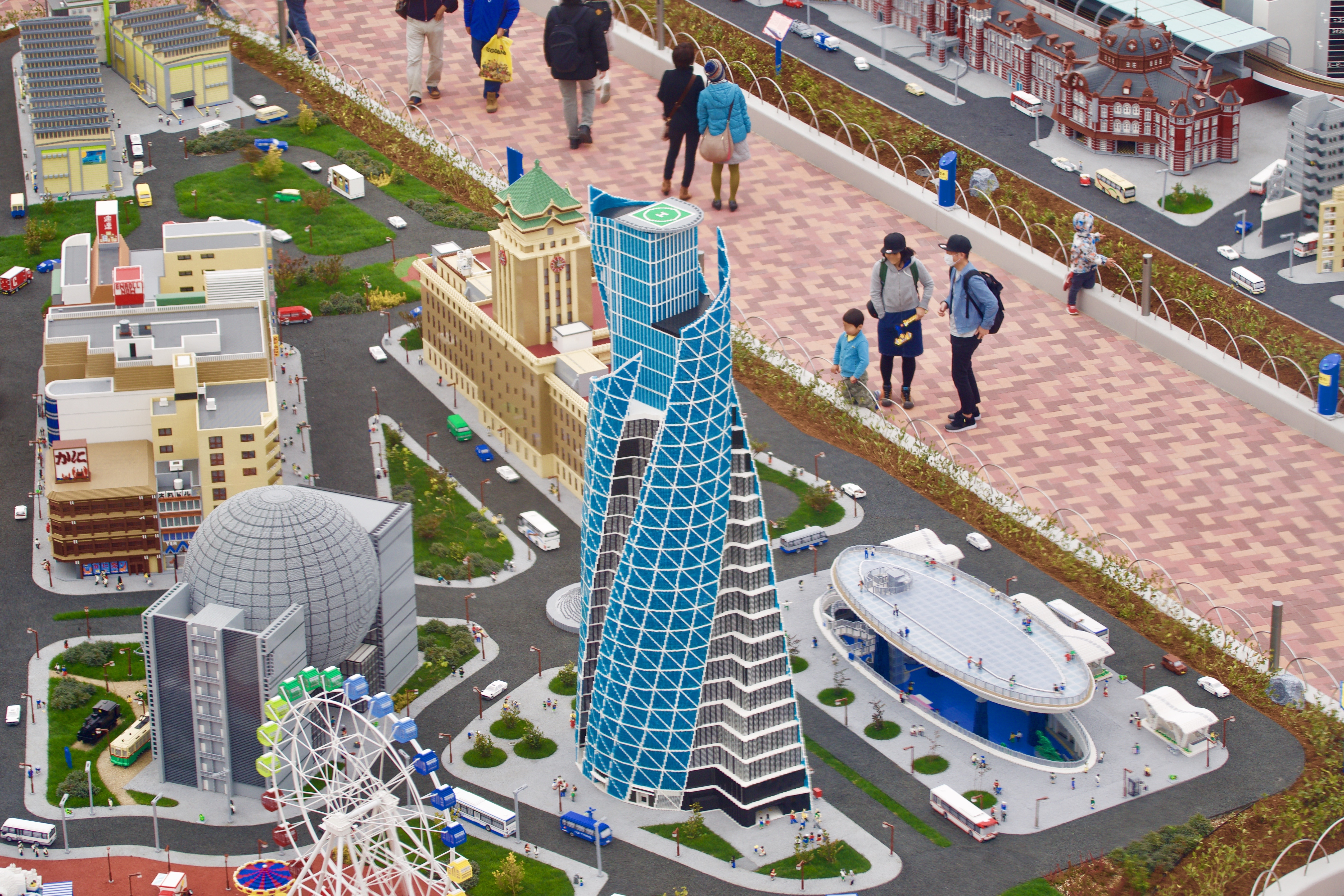
Nagoya-Gebiet

- Wissenschaftsmuseum der Stadt Nagoya
- Oasis 21
- Mode Gakuen Spiral Towers
- Gemeindehaus Nagoya
- Hafengebäude von Nagoya
- Eisbrecher Fuji

Westjapan:
- Burg Himeji
- Tsūtenkaku
- Dōtonbori
- Kiyomizu-dera
- Kinkaku-ji
- Byōdō-in
- Gion
- Kōbe Port Tower
- Miyajima
- Abeno Harukas
- Fushimi Inari-Taisha
- Kobe City Kazami Hühnerhaus

Ostjapan:
- Fernsehturm Sapporo
- Sapporo-Schneefestival

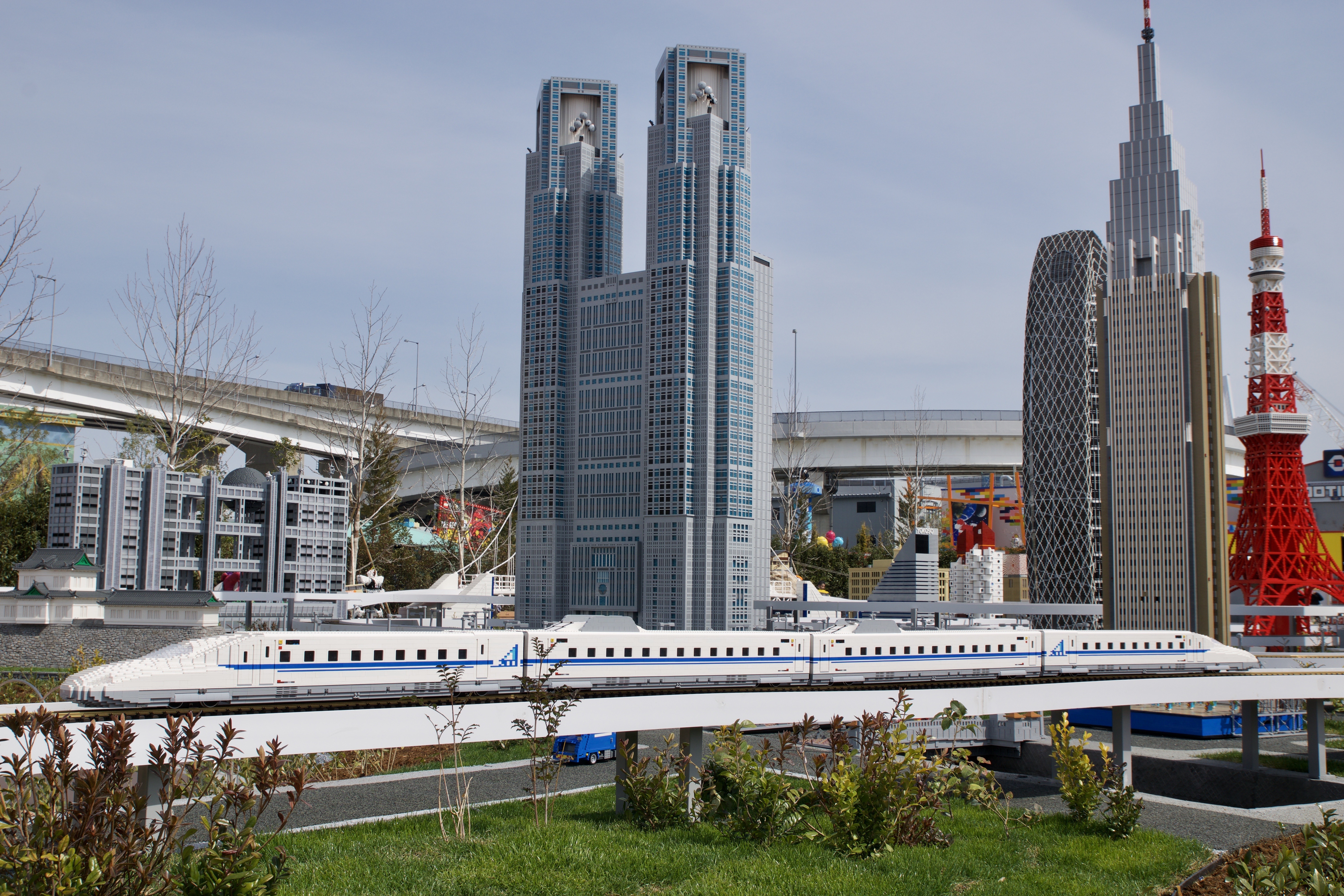
Ostjapan-Gebiet

- Ehemaliges Regierungsbüro von Hokkaidō
- Tokyo Skytree
- Tokyo Tower
- Tokyo Metropolitan Government Building

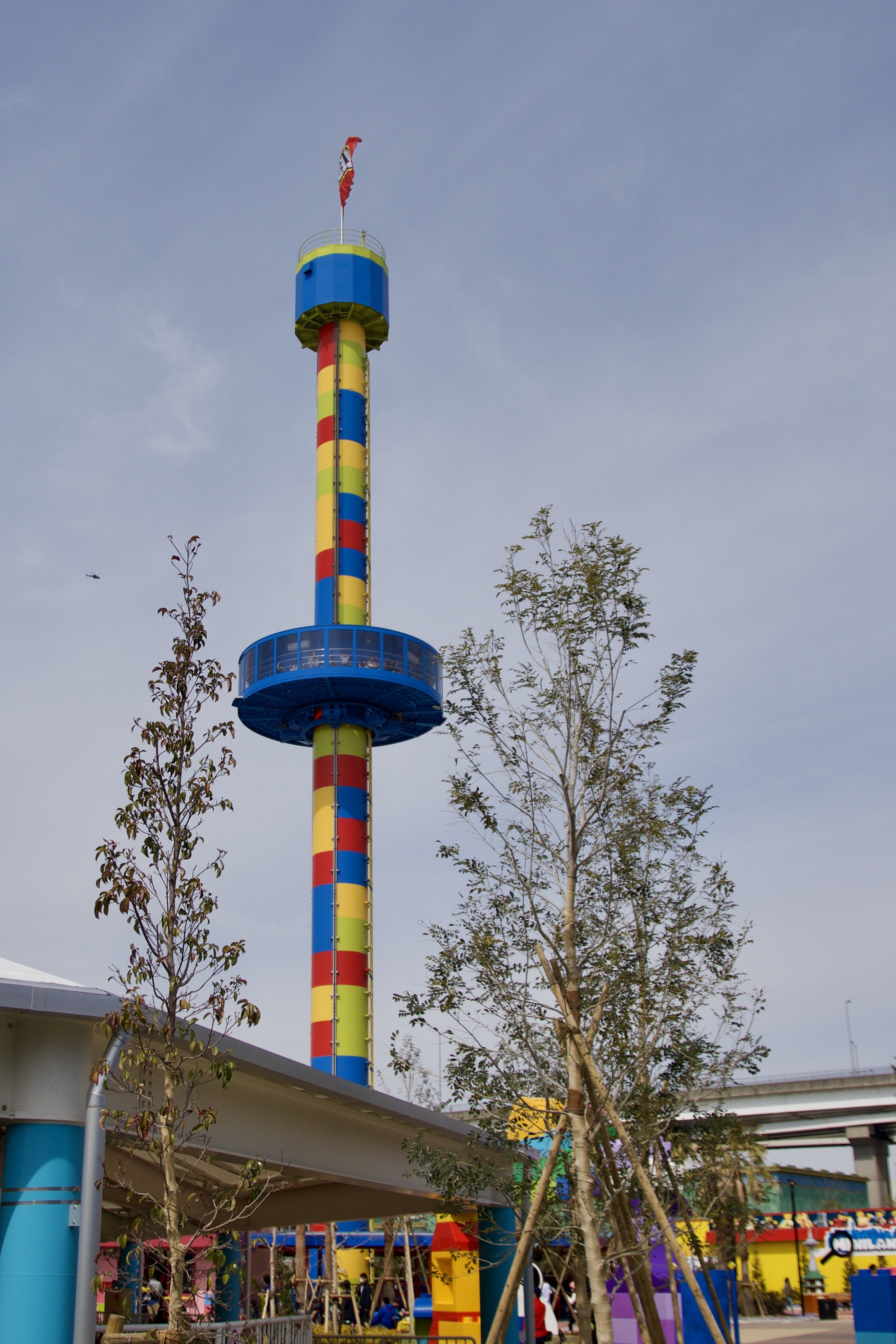
Aussichtsturm im Bereich Bricktopia

- Mode Gakuen Cocoon Tower
- NTT Docomo Yoyogi Building
- Nakagin Capsule Tower
- Fuji Broadcasting Center
- Shibuya-Kreuzung
- Sensō-ji
- Bahnhof Tokio
- Ginza 4-chome-Kreuzung
- Odaiba

### Bricktopia
- Lego Ninjago Live – Live-Show mit Marionetten und Projektionsmapping mit dem Thema Lego Ninjago
- Cat Cloud Busters – Tower von Sunkid Heege
- Observation Tower – Ein 50 Meter hoher Aussichtsturm
- Dublo Valley – Kinderspielanlage zum Thema Duplo

### Adventure
Der Bereich Adventure ist das Abenteuerland der Legoland Japan, welcher sich auch in den anderen Legoland-Themenparks befindet.
- Lost Kingdom Adventure – Interaktiver Dark Ride von Mack Rides in dem auf Schatzsuche in einem antiken Tempel gegangen wird.
- Submarine Adventure – U-Boot Fahrt von Mack Rides
- Beetle Bounce – Freifallturm für Kinder
- S.Q.U.I.D. Surfer – eine Jet-Ski Anlage von Zierer Rides

### Lego City
Der Lego City Bereich beherbergt Attraktionen, welche zu der Produktlinie Lego City thematisiert sind.
- Rescue Academy – Fire Rescue von Metallbau Emmeln
- Palace Cinema – 4D-Kino mit Lego Filmen
- City Airport – Airplane von Zierer Rides
- Junior Driving School – Fahrschule für Kleinkinder von SB International
- Driving School – Fahrschule für Kinder von SB International
- Coast Guard HQ – Interaktive Bootsfahrt von SB International
- Lego City Beach Party – Wasserspielplatz
  - Build a Boat
  - Splash Pad

### Knight's Kingdom
In diesem Bereich befindet sich die Drachenburg mit den beiden Achterbahnen des Freizeitparks.
- The Dragon – Zierer Achterbahn vom Typ Force Five
- Dragon's Apprentice – Achterbahn von Zamperla vom Typ Family Gravity Coaster 80STD
- Merlin's Flying Machines – Magic Bikes von Zamperla
- Merlin's Challenge – Berg- und Talbahn von Zierer

### Lego Ninjago World
Der neueste Themenbereich, welcher am 1. Juli 2019 eröffnet wurde.
- Flying Ninjago – Ein Sky Fly von Gerstlauer
- Lloyd’s Spinjitzu Spinners – Loopster von Metallbau Emmeln
- Kai's Sky Masters – Ein Karussell, das mit Joysticks bedient werden kann, um die Fahrzeuge in die Höhe zu heben von Garmendale Engineering

### Pirate Shores
- Splash Battle – Ein Splash Battle von Mack Rides im Piratendesign
- Anchors Away! – Ein Rocking Tug von Zamperla

## Sea Life Nagoya

Lego-Rochen vor dem Eingang des Sea Life Nagoya.

Das Sea Life Schauaquarium befindet sich im ersten und zweiten Stock des Legoland Japan Hotels. Es wurde am 15. April 2018 eröffnet. Die Halle ist in 11 thematisierte Bereiche unterteilt.
Aquariumszonen im Sea Life Nagoya:
- Schwarmring mit Gelbrücken-Füsilieren
- Kiso River
- Rockpools
- Hafen
- Seepferdchen-Aufzuchtstation
- Korallenriff
- Rochenbucht
- Quallen
- Versunkenes Schiffswrack
- Ryugu-jo
- Amazing Creations

## Legoland Japan Hotel

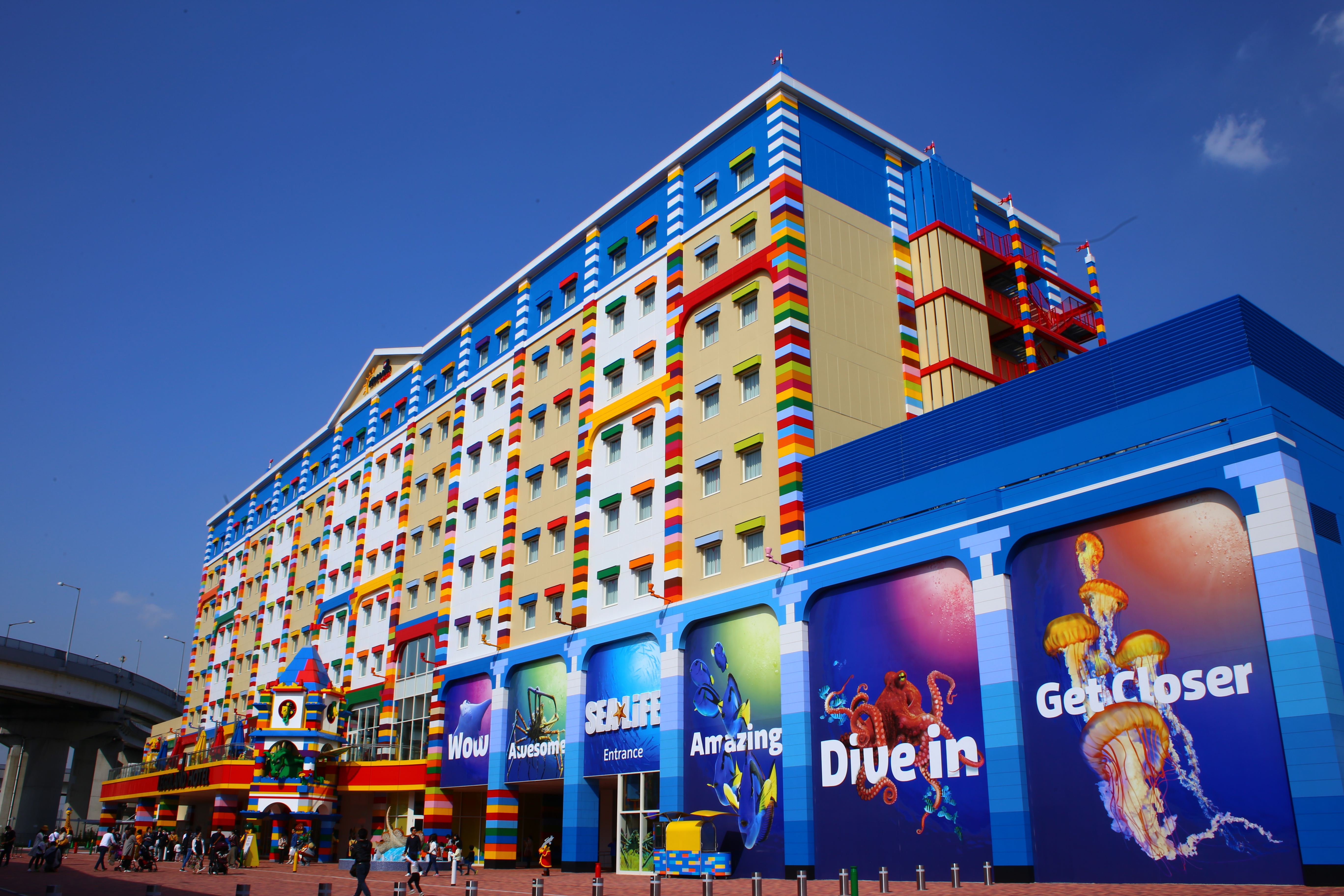
Legoland Japan Hotel

Das Legoland Japan Hotel wurde am 28. April 2018 als Ergänzung für die Anlage eröffnet. Der Freizeitpark wurde daraufhin umbenannt von Legoland Japan in Legoland Japan Resort. Das Gebäude ist acht Stockwerke hoch und beheimatet im ersten und zweiten Stock das Sea Life Aquarium. Der Freizeitpark, das Hotel und das Aquarium bilden zusammen das Resort.
Das Hotel bietet eine Kapazität von 1000 Personen und verfügt über 252 Hotelzimmer in 4 Zimmerkategorien (Standard, Premium, Premium Plus und Suite). Jedes Zimmer wurde nach Lego-Themen designt. Im Hotel befinden sich zwei Gastronomieeinrichtungen (Bricks Family Restaurant und die Skyline Bar), welche auch von nicht übernachtenden Gästen benutzt werden können. Weiterhin verfügt das Hotel über einen Hotel-Lego-Shop.